# 정보천
정보천(鄭普天, ?~?)은 고려의 정치인이다. 온양 정씨(溫陽鄭氏)의 시조로, 고려 조에 호부상서(戶部尙書)를 역임하고 금자광록대부(金紫光祿大夫)에 책록되었다.